# Vito Artale
Vito Artale (Palermo, 3 marzo 1882 – Roma, 24 marzo 1944) è stato un generale italiano, vittima dell'eccidio delle Fosse Ardeatine, medaglia d'oro al valor militare alla memoria.

## Biografia
Fu ammesso all'Accademia Reale di Torino nel 1902 e, tre anni dopo, fu nominato sottotenente di artiglieria. Nel settembre del 1908, con il grado di tenente, fu destinato al 3º reggimento da fortezza. Partecipò alla guerra italo-turca (1911-1913) e, successivamente, fu addetto militare all'Ambasciata d'Italia a Berlino.
Nel 1915, Artale partecipò alla prima guerra mondiale con il grado di capitano. Promosso al grado di maggiore (1917), fu addetto al Comando della difesa Garda-Mincio e successivamente comandò il 122º e il 167º gruppo d'assedio, il Corpo Volontari gruppo d'assedio e il II gruppo del 35º reggimento artiglieria da campagna; fu poi membro della commissione di controllo dell'8ª Armata per l'esecuzione dell'armistizio.
Nel settembre del 1926, Artale fu promosso tenente colonnello e comandò prima l'11° centro contraerei; poi, passato nel servizio tecnico di artiglieria, fu nominato vicedirettore della Fabbrica d'armi di Terni (1929), dello spolettificio di Roma, ed infine vicedirettore e poi direttore del Laboratorio di precisione dell'Esercito.
Nel 1937, col grado di colonnello, Artale fu messo a capo della Vetreria d'ottica, restandovi anche con il grado di Maggior generale (1938) e di tenente generale (1939). Passato nel ruolo della riserva, nel marzo del 1940, fu trattenuto alle armi perché riconosciuto indispensabile allo speciale servizio cui era addetto.
Dopo l'occupazione tedesca di Roma, Artale entrò nella Resistenza, nel Fronte militare clandestino.
Arrestato nel dicembre 1943 per aver sabotato gli impianti dell'azienda per non far cadere i macchinari in mano ai tedeschi, fu trucidato alle Fosse Ardeatine il 24 marzo 1944.
Ad Artale sono state dedicate anche delle Caserme; una caserma ad Alessandria; una caserma a Pisa, sede del Battaglione Logistico Paracadutisti, una caserma a Piacenza, ex sede di Reparto Allievi Operai di Artiglieria; una caserma della città militare della Cecchignola, sede della Scuola militare di sanità e veterinaria e del Corpo militare dell'ACISMOM, una via a Roma e una via a Palermo.